# Fia van Veenendaal-van Meggelen

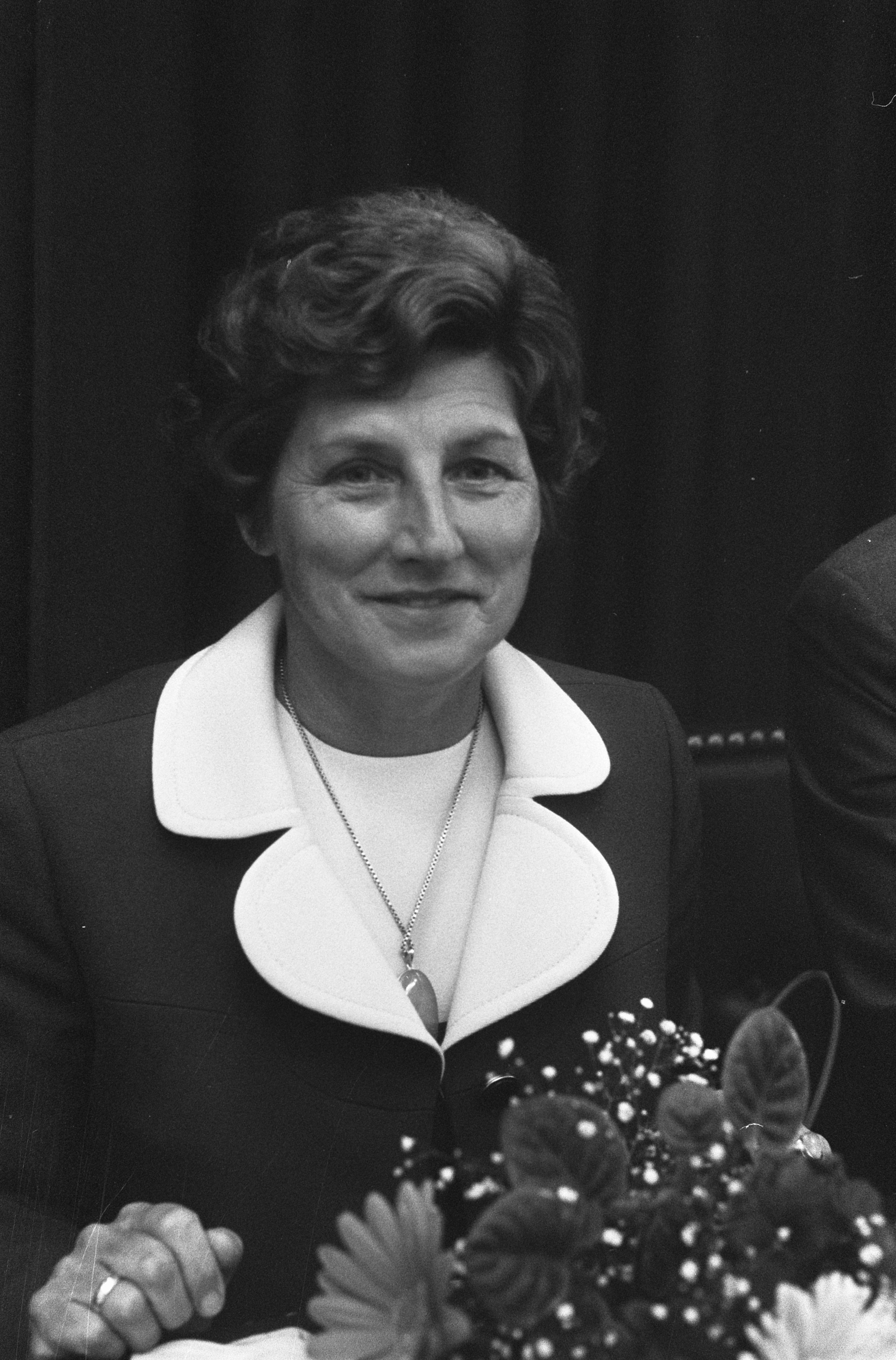
Fia van Veenendaal-van Meggelen (1970)

Sophia „Fia“ van Veenendaal-van Meggelen (Geburtsname: Sophia van Meggelen; * 7. April 1918 in Strijp, Provinz Nordbrabant; † 21. September 2005 in Eindhoven) war eine niederländische Politikerin der Sociaal-Democratische Arbeiderspartij (SDAP), der Partij van de Arbeid (PvdA) sowie zuletzt der Democratisch Socialisten ’70 (DS ’70), die zwischen 1971 und 1972 als Staatssekretärin im Ministerium für Kultur, Freizeitgestaltung und Fürsorge die einzige Frau im Kabinett Biesheuvel war.

## Leben

### Gewerkschaftsfunktionärin, Kommunal- und Provinzpolitikerin
Fia van Meggelen, deren Vater Willem Karel Gerardus Cornelis van Meggelen Mitarbeiter im Wohnungsbauministerium und zwischen 1936 und 1940 Mitglied des Gemeinderates von Zeist war, besuchte von 1924 bis 1930 die öffentliche Grundschule in Rotterdam und danach zwischen 1930 und 1934 die öffentliche Erweiterte Primarschule MULO (Meer uitgebreid lager onderwijs) in Zeist. Sie arbeitete von 1936 bis 1939 als Kindermädchen und trat in dieser Zeit 1936 der Sociaal-Democratische Arbeiderspartij (SDAP) bei, der sie bis zu deren Zusammenschluss mit dem Vrijzinnig Democratische Bond (VDB) und der Christelijk-Democratische Unie (CDU) zur Partij van de Arbeid (PvdA) am 6. Februar 1946 angehörte.
Nach Ende des Zweiten Weltkrieges war sie zwischen 1948 und 1956 Mitglied des Hauptvorstandes und Sekretärin des Frauenbundes im Nederlands Verbond van Vakverenigingen (NVV), dem Dachverband der Gewerkschaften. Nach einer Berufsausbildung zur Berufswahlberaterin von 1955 bis 1957 arbeitete sie zwischen 1957 und 1970 als Berufswahlberaterin im Regionalarbeitsamt GAB (Gewestelijk Arbeidsbureau) in Eindhoven.
Zugleich begann Fia van Veenendaal-van Meggelen Anfang der 1960er Jahre ihr politisches Engagement und gehörte zwischen dem 4. September 1962 und Februar 1971 als Vertreterin der PvdA dem Gemeinderat von Eindhoven an. Dort fungierte sie zwischen 1967 und Januar 1970 auch als Vorsitzende der PvdA-Fraktion. Daneben war sie von Juni 1963 bis zum 28. Juli 1970 auch Mitglied des Provinzparlaments (Provinciale Staten) der Provinz Nordbrabant.

### Mitglied der Zweiten Kammer und Staatssekretärin

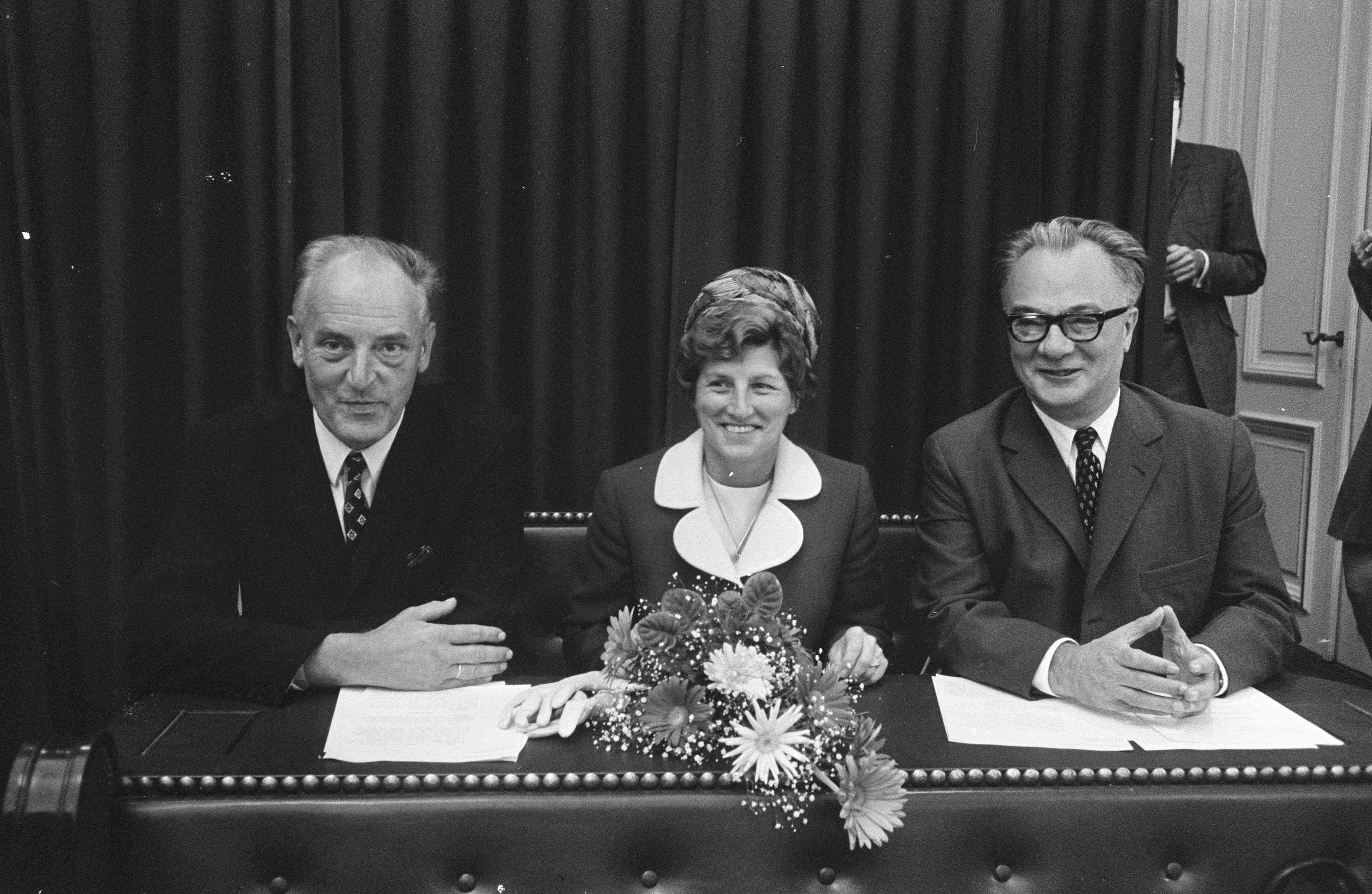
Fia van Veenendaal-van Meggelen mit den beiden anderen Mitgliedern der Groep Goedhart, Wybrand Schuitemaker (links) und Frans Goedhart (rechts), nach ihrem Einzug in die Zweite Kammer am 28. Juli 1970

Nachdem sie am 8. Januar 1970 aus der PvdA ausgetreten war, trat sie am 14. Februar 1970 der neu gegründeten Democratisch Socialisten ’70 (DS ’70) bei und wurde für diese am 28. Juli 1970 erstmals Mitglied der Zweiten Kammer der Generalstaaten, der sie bis zum 28. Juli 1971 angehörte. In der Zeit vom 29. April bis zum 28. Juli 1971 war sie Sekretärin der DS ’70-Fraktion und schloss sie sich während dieser Zeit der Groep Goedhart an, eine von Frans Goedhart und Wybrand Schuitemaker gebildete Splittergruppe.
Am 28. Juli 1971 wurde Fia van Veenendaal-van Meggelen zur Staatssekretärin im Ministerium für Kultur, Freizeitgestaltung und Fürsorge (Staatssecretaris van Cultuur, Recreatie en Maatschappelijk Werk ) in das Kabinett von Ministerpräsident Barend Biesheuvel berufen. Sie gehörte dieser Regierung bis zum 21. Juli 1972 an und war damit die einzige Frau im Kabinett. Als Staatssekretärin war sie insbesondere verantwortlich für soziale Dienste, Beistand und außerordentliche Renten. Nach ihrem Ausscheiden aus der Regierung wurde ihr am 29. August 1972 das Ritterkreuz des Orden vom Niederländischen Löwen verliehen.
Als Kandidatin der DS ’70 wurde sie am 7. Dezember 1972 abermals Mitglied der Zweiten Kammer der Generalstaaten, der sie bis zum 8. Juni 1977 angehörte. Durch Niederlagen bei den Provinz- und Gemeinderatswahlen des Jahres 1974 kam es zu einer Spaltung der Partei und internen Konflikten um die politische Ausrichtung. Im April 1975 kam es zum endgültigen Bruch mit der Folge, dass vier der sechs Abgeordneten der DS ’70 um ihren Fraktionsvorsitzenden Mauk de Brauw ihr Abgeordnetenmandat niederlegten, während Fia van Veenendaal-van Meggelen als einzige Parlamentarierin ihrer Partei an der Seite des vormaligen Spitzenkandidaten Willem Drees jr. in der Zweiten Kammer verblieb. Sie war vom 30. November 1972 bis zum 26. August 1975 zunächst Schatzmeisterin und im Anschluss zwischen dem 26. August 1975 und dem 7. August 1977 Vize-Vorsitzende der DS ’70-Fraktion.